# Ủy ban về các Quyền của Người Khuyết tật
Ủy ban về các Quyền của Người Khuyết tật (tiếng Anh: Committee on the Rights of Persons with Disabilities - CRPD) là một cơ quan trực thuộc Liên Hợp Quốc bao gồm các chuyên gia độc lập làm nhiệm vụ giám sát các quốc gia đã phê chuẩn Công ước Quốc tế về các Quyền của Người Khuyết tật trong việc bảo đảm các quyền của người khuyết tật được bảo hộ trong Công ước.
Các quốc gia đã phê chuẩn Công ước phải gửi báo cáo định kỳ về việc thực hiện các quyền được bảo hộ trong Công ước tới Ủy ban để thẩm định. Trong vòng hai năm sau khi phê chuẩn, các quốc gia phải báo cáo một lần, sau đó là cứ bốn năm một lần. Ủy ban sẽ thẩm tra từng báo cáo, xem xét và kiến nghị rồi gửi trở lại quốc gia đó.
Nghị định thư bổ sung cho Công ước cho phép Ủy ban nhận giải quyết khiếu nại từ các cá nhân về các vi phạm Công ước của các nước đã phê chuẩn Nghị định thư này.
Ủy ban họp tại Genève - Thụy Sĩ và tổ chức hai cuộc họp mỗi năm.
Danh sách thành viên Ủy ban tại thời điểm tháng 2 năm 2010 như sau:
- Amna Ali Al Suweidi - kết thúc nhiệm kỳ năm 2012
- Mohammed Al-Tarawneh - kết thúc nhiệm kỳ năm 2012
- Lotfi Ben Lallohom - kết thúc nhiệm kỳ năm 2010
- Monsur Ahmed Choudhuri - kết thúc nhiệm kỳ năm 2012
- María Soledad Cisternas Reyes - kết thúc nhiệm kỳ năm 2012
- György Könczei - kết thúc nhiệm kỳ năm 2010
- Edah Wangechi Maina - kết thúc nhiệm kỳ năm 2010
- Ronald McCallum - Chủ tịch Ủy ban - kết thúc nhiệm kỳ năm 2010
- Ana Peláez Narváez - kết thúc nhiệm kỳ năm 2012
- Germán Xavier Torres Correa - kết thúc nhiệm kỳ năm 2010
- Cveto Uršič - kết thúc nhiệm kỳ năm 2010
- Jia Yang - kết thúc nhiệm kỳ năm 2012